# Transmeta
Transmeta Corporation war ein US-amerikanisches Unternehmen, das als Prozessor-Entwickler, vor allem für Notebookprozessoren, gegründet wurde. Nachdem dieses Geschäftsmodell gescheitert war, beschränkte sich Transmeta auf den Handel mit Lizenzen für Technologien, die im Zusammenhang mit den eigenen Prozessoren entwickelt wurden. Das beschränkte sich hauptsächlich auf LongRun2. Nach der Übernahme durch die Firma Novafora endete die Geschäftstätigkeit von Transmeta mit dem Zusammenbruch der Mutterfirma im Juni 2009.

## Geschichte
Transmeta wurde im März 1995 mit dem Ziel gegründet, möglichst stromsparende und doch schnelle CPUs zu entwickeln. Mit dem Crusoe wurde am 19. Januar 2000 der erste Prozessor vorgestellt. In der Folge hatte die Firma aber große Probleme, Notebook-Hersteller zu finden, welche die Crusoe-CPUs verbauen wollten. Auch Leistung bzw. Stromverbrauch der CPUs erreichten nicht den erhofften Abstand zur Konkurrenz. Daran änderten auch die schnelleren Crusoe-Modelle nichts.
Auch der im August 2003 vorgestellte Efficeon, der außerdem noch sehr lange bis zur Lieferbarkeit brauchte, konnte die Situation nicht mehr retten. Transmeta bekam immer mehr Finanzprobleme und Anfang 2005 kamen die ersten Gerüchte auf, dass Transmeta die CPU-Herstellung beendet oder von einem Konkurrenten übernommen wird.
Am 1. April 2005 gab Transmeta offiziell bekannt, dass man sich in Zukunft auf die Entwicklung von zukunftsweisenden Techniken wie z. B. LongRun!2 konzentrieren will und mit dem Verkauf von entsprechenden Lizenzen Gewinn erwirtschaften möchte. Die Produktion des Crusoe und des 130 nm-Efficeon wurde eingestellt, der 90 nm-Efficeon wird aber weiterhin produziert.
Am 31. Mai 2005 wurde der Verkauf der Crusoe-CPUs an die in Hongkong ansässige Firma Culturecom (Culture.com Technology Limited), die bereits zusammen mit IBM den PowerPC-kompatiblen V-Dragon-Prozessor entwickelt hat, bekanntgegeben. Außerdem wurde der Firma eine Lizenz für die Produktion und den Verkauf der Efficeon-CPUs erteilt. Wegen der zahlreichen Auflagen der US-Behörden, denen man nicht in ausreichend kurzer Zeit nachkommen könne, wurde das Abkommen jedoch wieder aufgelöst und es kam kein Geschäft zustande.
Am 6. Juni 2006 wurde mit AMD ein Vertrag über den Vertrieb der Efficeon-Prozessoren durch AMD abgeschlossen.
Am 7. Juli 2007 gab AMD bekannt, 7,5 Mio. US-Dollar in Transmeta zu investieren. Nur zwei Tage zuvor wurde bekannt, dass NEC Transmetas LongRun2 für die NEC Smartphone-Prozessoren M2 lizenziert.
Am 7. August 2008 gab dann Nvidia bekannt, für 25 Mio. US-Dollar die nicht exklusiven Rechte an LongRun und LongRun2 zu erwerben.
Am 17. November 2008 zeichnete Transmeta einen Übernahmevertrag mit der in San Diego ansässigen Firma Novafora. Novafora, Hersteller von Videoprozessoren, sollte Transmeta zum Preis von 255,6 Mio. US-Dollar kaufen. Die Übernahme wurde am 28. Januar 2009 abgeschlossen.
Am 4. Februar 2009 übernahm die Gesellschaft Intellectual Venture Funding LLC das vollständige Patentportfolio von Transmeta.
Im Juli 2009 stellte die Firma Novafora ihre Geschäfte ein. Frühere Angestellte der Firma Transmeta wurden von NVIDIA übernommen.

## Produkte

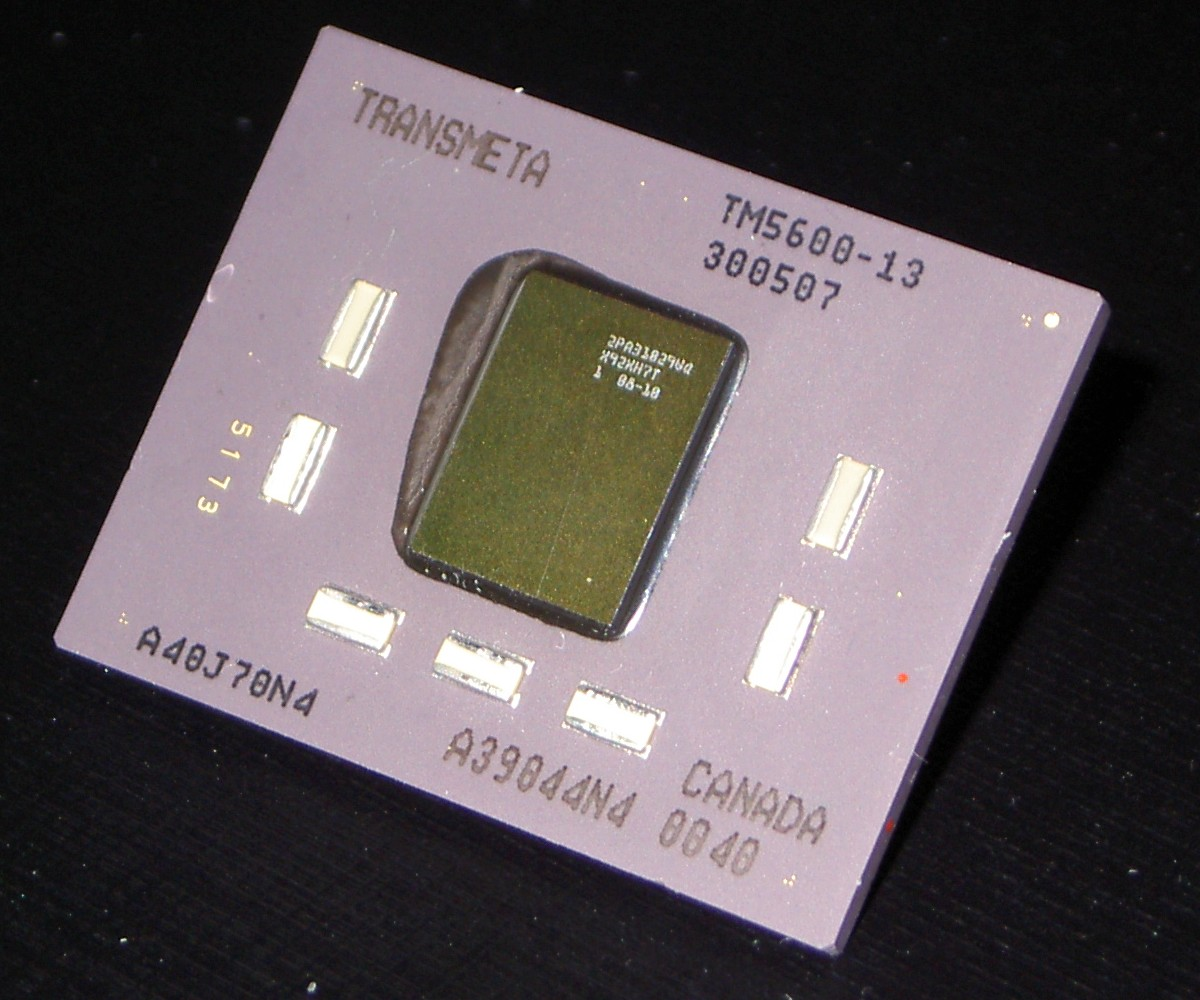
Transmeta Crusoe TM5600

Zuletzt bot Transmeta interessierten Unternehmen vor allem die Lizenzierung der LongRun2-Technologie an. Zu den Lizenznehmern gehören bislang die japanischen Unternehmen NEC, Fujitsu, Sony und Toshiba, sowie Nvidia.
Das bekannteste Produkt von Transmeta ist aber wohl nach wie vor der Crusoe, ein stromsparender Prozessor, der einen Intel x86 emulierte und vor allem in PDAs und Subnotebooks eingesetzt wurde. Im August 2003 erschien Transmetas letzter Prozessor, der Efficeon.

### Design
Bei Transmeta arbeiteten Größen wie Dave Ditzel, Linus Torvalds und Dave D. Taylor (Torvalds verließ Transmeta im Juni 2003, um sich hauptberuflich der Weiterentwicklung des Linux-Kernels zu widmen).
Die Technik hinter den Transmeta-Prozessoren ist durchaus interessant, auch wenn das Endprodukt in Sachen Performance hinter den Erwartungen zurückblieb. Um x86-Code auszuführen, muss ein Software-Übersetzer geladen werden, der dann x86-Code in Anweisungen für den Transmeta-Prozessor umsetzt. Ähnliche Ansätze gab es zwar schon in den frühen 1990er Jahren (WABI für Sun SPARC, FX!32 für Alpha), aber Transmeta setzte die Messlatte für die Kompatibilität sehr hoch an: jeder x86-Befehl vom ersten Bootvorgang bis zur letzten Multimedia-Anweisung funktioniert und der größte Teil der ursprünglichen Leistungsfähigkeit bleibt.
Transmetas Ansatz bietet viele technische Vorteile:
- Wenn die Marktführer AMD oder Intel den x86-Befehlssatz erweitern, muss Transmeta lediglich die Software erneuern, anstatt die Hardware neu zu entwerfen.
- Wenn Fehler in der simulierten Hardware entdeckt werden, können sie durch ein Software-Update eliminiert werden.
- Da der Prozessor die x86-Befehle nicht in Hardware ausführt, muss nicht auf Abwärtskompatibilität geachtet werden. Stattdessen können die Entwickler die Fähigkeiten des Prozessors verbessern oder den Energieverbrauch weiter optimieren.
- Prinzipbedingt könnte der Prozessor auch andere Architekturen emulieren, möglicherweise sogar gleichzeitig.

Diese Fähigkeiten sind möglicherweise eine Erklärung für vor dem Crusoe-Release verbreitete Gerüchte, die besagten, dass Transmeta einen PowerPC/x86-Hybriden entwickle, was sie auch hätten tun können. Im Endeffekt lief es dann aber „nur“ auf einen extrem stromsparenden x86-Prozessor hinaus.

### Prozessormodelle
- Crusoe
  - TM3200 (früher TM3120)
  - TM5400
  - TM5500
  - TM5600
  - TM5700
  - TM5800
  - TM5900

- Efficeon
  - TM8300
  - TM8500
  - TM8600
  - TM8620
  - TM8800
  - TM8820